# Сердюк Ігор Миколайович
Сердю́к І́гор Миколайович (* 3 листопада 1969, Кременчук, Полтавська область, УРСР — † 18 лютого 2014, Київ, Україна) — підприємець; активіст Євромайдану; прапороносець 9-ї Сотні Самооборони Майдану. Загинув під час протистояння на Євромайдані. Член ВО «Свобода». Герой України.

## Життєпис
Після закінчення 8 класу СШ № 18, в 1986 році закінчив з відзнакою СПТУ № 26 зі спеціальності «Електрик з ремонту електрообладнання». 
З 1988 по 1990 р. - служба в армії в Німецькій Демократичній Республіці у військах зв’язку. Після демобілізації працював на різних підприємствах. Останні роки займався приватним підприємництвом. Понад 10 років займався підводним полюванням. Неодноразово брав участь в змаганнях по дайвінгу, займав призові місця.
Ігор був підприємцем, займався організацією ремонтно-монтажних робіт. З початку 1990-х брав участь у національному русі у місті Кременчук.
Був одружений, виховував доньку Олександру.

### Євромайдан
Ігор почав їздити до Києва з перших днів Євромайдану, інколи їздив додому, щоб навідати дружину Ірину та доньку Олександру. На майдані був прапороносцем 9-ї сотні самооборони. Він був учасником віча під стінами Верховної Ради. На Майдані пробув майже два місяці. 
18 лютого під час побудови барикад неподалік Маріїнського парку невстановлені особи, імовірно, тітушки або «беркутівці», спочатку влаштували сутичку з активістами, після чого вистрілили Ігореві в обличчя на перехресті вулиці Інститутської та Кріпосного провулку. Куля ввійшла рівно між очей.
На похорон, який відбувся 21 лютого у Кременчуці на Свіштовському кладовищі, прийшло близько двох тисяч людей. 

## Нагороди
- Звання Герой України з удостоєнням ордена «Золота Зірка» (21 листопада 2014, посмертно) — за громадянську мужність, патріотизм, героїчне відстоювання конституційних засад демократії, прав і свобод людини, самовіддане служіння Українському народу, виявлені під час Революції гідності[2].
- Медаль «За жертовність і любов до України» (УПЦ КП, червень 2015) (посмертно)[3].

## Вшанування пам'яті
- 25 лютого 2014 року на сесії Кременчуцької міської ради депутати підтримали рішення перейменувати вулицю Першотравневу, де жив Ігор, на вулицю імені героя України Ігоря Сердюка. Після скарги рідних ідею перейменування вулиці була відкинута. Рідні Ігоря заявили, що перейменування цілої вулиці буде дуже клопітно для її жителів. Громада міста виступила з ініціативою перейменування головної алеї міського парку «Ювілейний».

- 3 листопада 2014 р. на будинку, де жив Ігор Сердюк (вул. Першотравнева, 3), встановлена меморіальна дошка[4].
- 23 червня 2015 року у сквері ім. О.Бабаєва встановлений пам’ятний знак «Героям Небесної сотні», де серед інших вміщений і портрет І.М.Сердюка.

- у 2016 році розпорядженням міського голови на вулицю Ігоря Сердюка було перейменовано вулицю Жовтневу[5].

- 20 лютого 2020 року у Кременчуці під час меморіальних заходів, присвячених Дню пам'яті Героїв Небесної Сотні було відкрито меморіальний барельєф Ігорю Сердюку.[6]
- На будівлі школи № 18, де навчався І.Сердюк, відкрито меморіальну дошку.[4]